# TV-am

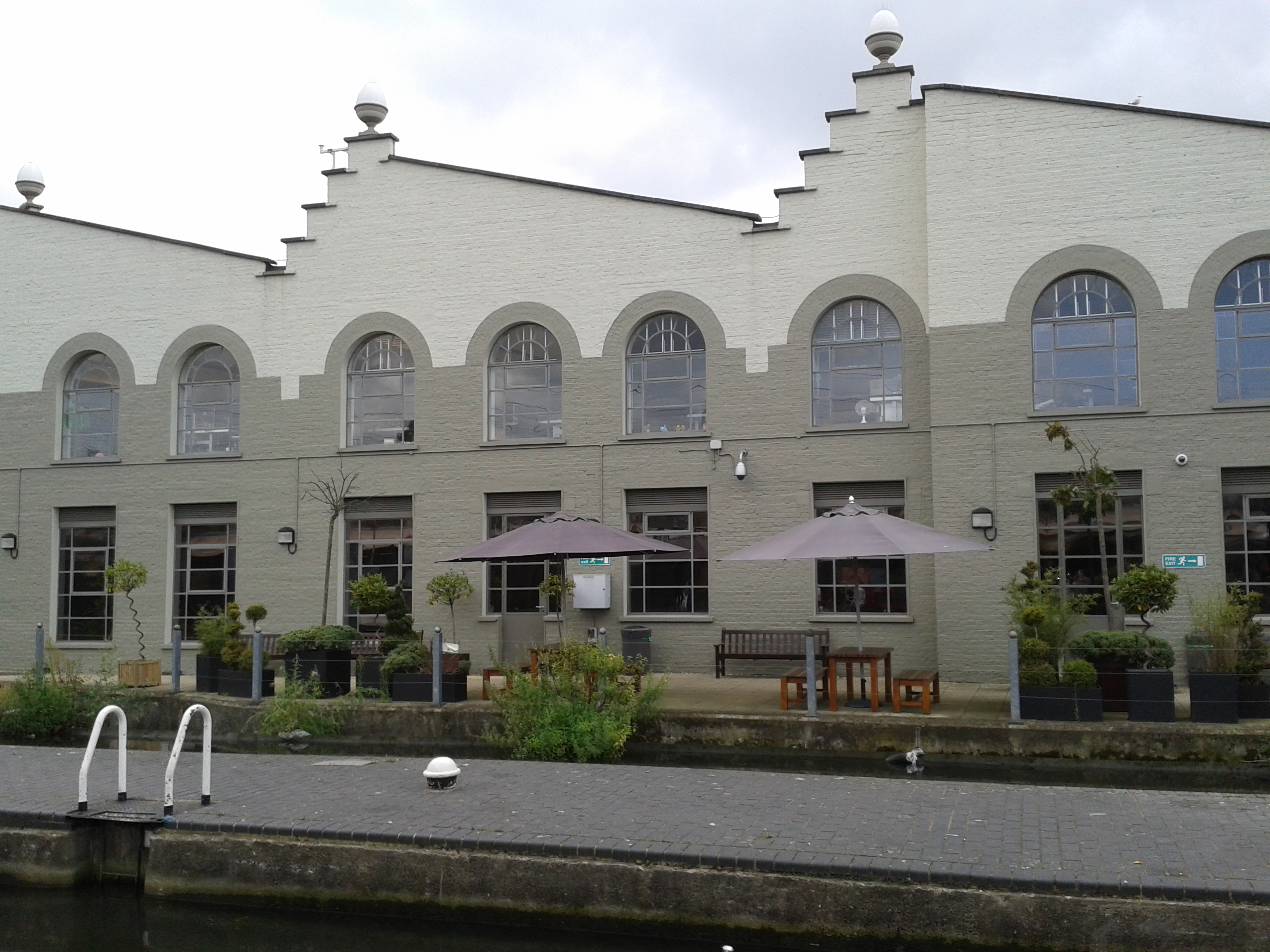
TV-am的攝影棚早餐電視中心

TV-am是英國的一家電視公司，在1983年2月1日至1992年12月31日持有獨立電視網的早晨時段電視執照。該公司也是英國第一家持有全國早晨時段電視執照的公司，播出時間是早晨6時至9時25分。該公司製作的主要節目是《早安英國》。由於在1991年獨立電視網特許經營權競標中不敵GMTV，該公司在1992年12月31日播出了其最後的節目。

## 外部連結
- Official Site （页面存档备份，存于）
- TV-am at TV Ark